# 维勒凯特奴隶市场

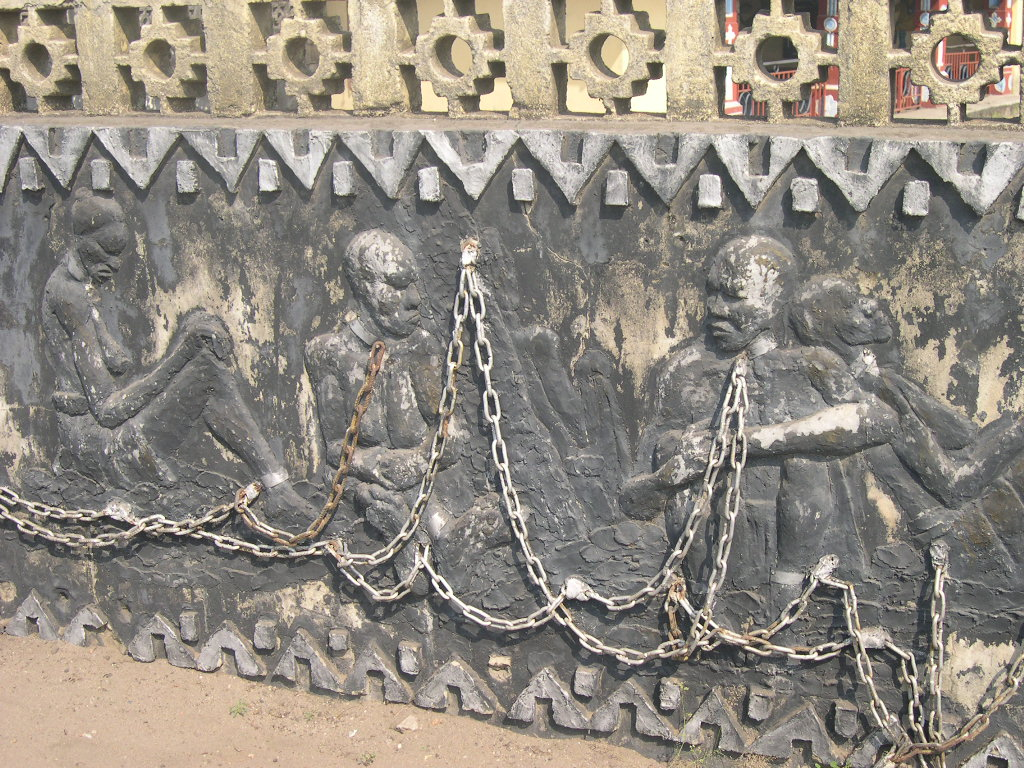
巴达格雷奴隶市场

维勒凯特奴隶市场位于尼日利亚拉各斯州的巴达格雷。该市场建立于1502年，以尼日利亚当地的神话传说，海洋和风之女神维勒凯特（Velekete）的名字命名。 此处奴隶市场在巴达格雷进行跨大西洋奴隶贸易时具有重要意义。它是非洲中间商向欧洲奴隶商人出售黑人奴隶的贸易站点，该市场也成为最多西非奴隶的市场之一。

## 背景
荷兰商人亨德里克·赫托格（Hendrik Hertog）的来到对巴达格雷最终发展出维勒凯特奴隶市场起了至关重要的作用，他被当地人称为尤沃·亨托科努（Yovo Huntokonu）。他从当地人手中取得一块土地以便进行贸易，之后逐步开发，将该镇变成了一个商品贸易中转站。随着越来越多的欧洲人来此地与非洲人交易，交易不断深入，贸易双方逐渐发现在有些地方，种植园对工人的需求十分强烈。当地的奴隶贸易便由此开始，而这也让当地的酋长们发现奴隶贸易是多么的有利可图。

## 过程

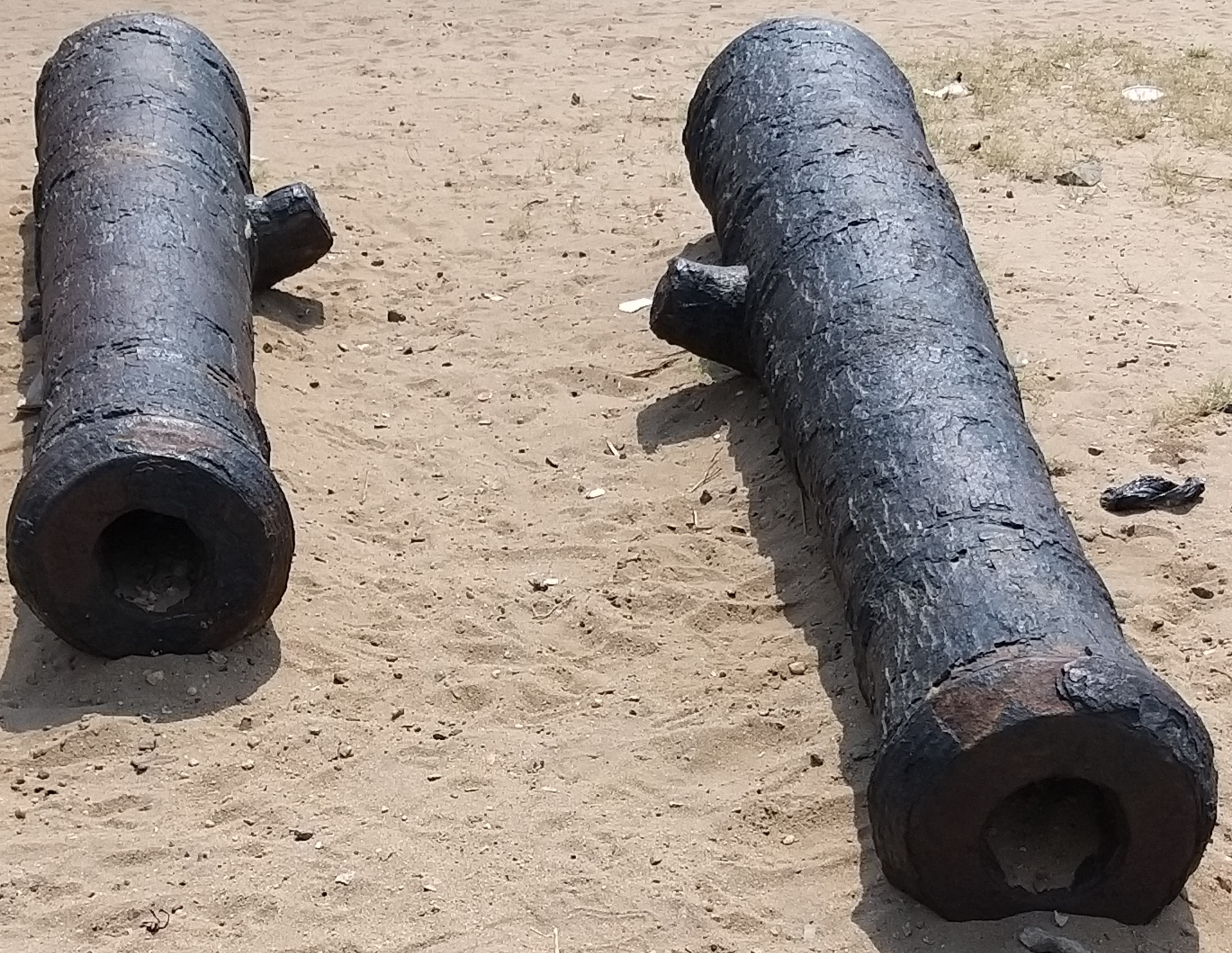
巴达格雷奴隶市场的大炮

1805年，尼日利亚阿比奥库塔奥乌王国（Owu Kingdom）的西皮奥·沃恩（Scipio Vaughan）被从事欧洲跨大西洋奴隶贸易的商人所俘虏，并与其他奴隶一起被带到巴达格雷的维勒凯特奴隶市场，然后被奴隶船运往美国。 现位于尼日利亚阿比亚州也有奴隶被带到维勒凯特奴隶市场。他们首是被关在靠近市场的牢房里，市场每五天卖一次奴隶。奴隶们被用来换区威士忌、火药、大炮、陶瓷盘、镜子、雨伞、铁器和其他物品。
而到了最近，这片市场遗址已经成为旅游景点的一部分，以供游客进一步了解中西非部分地区的奴隶贸易；

在曾为当地酋长莫比（Mobee）家族的房屋和文物博物馆中，收藏了描述该家族如何参与奴隶贸易的文物。据博物馆展示的文物，格贝雷夫岛是使土著成为奴隶这条“不归路”的必经之地，据估计有多达50万男童、女童、青年男女在这里被掳为奴隶。在岛上有一口据说被巫师诅咒过的井。被掳为奴隶的人们在喝了井里的水后，会切断他们与故乡巴达格雷的心理联系，使他们忘记故乡成为真正的奴隶。欧洲人在此地将奴隶们带上奴隶船前往美洲，从此再也没有回头路。

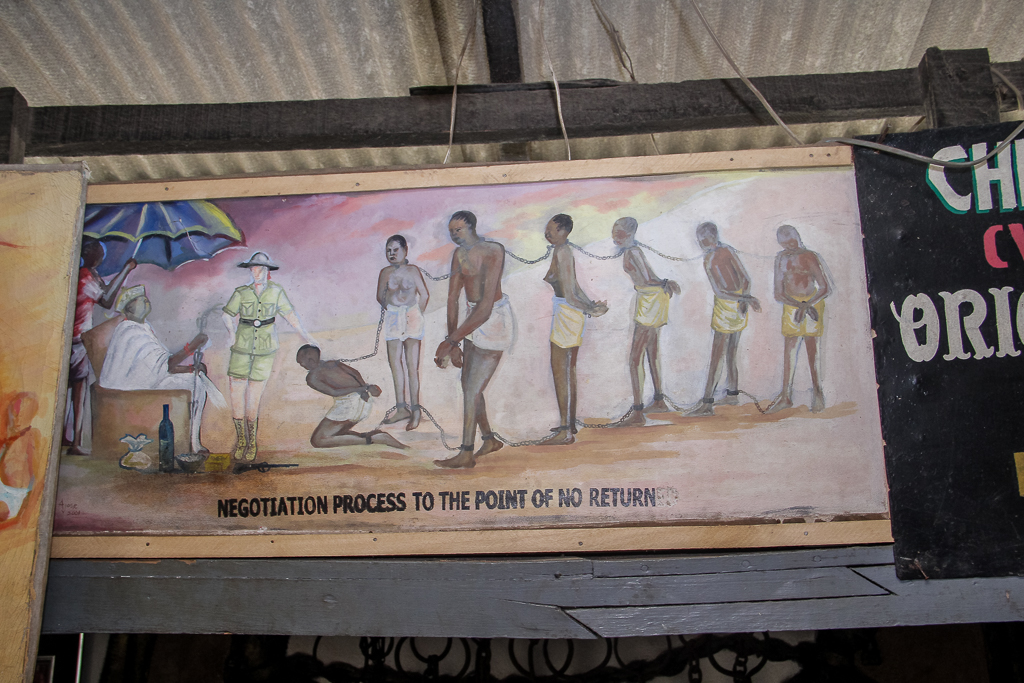
一幅关于奴隶交易谈判不成的画作